# Benh Zeitlin
Benjamin Harold "Benh" Zeitlin (ur. 14 października 1982 w Nowym Jorku) – amerykański reżyser i scenarzysta filmowy, kompozytor i animator, laureat Humanitas Prize.
Jego niezależny film Bestie z południowych krain (2012) zdobył cztery nominacje do Oscara (w tym za najlepszy film i reżyserię) oraz cztery nagrody na 65. MFF w Cannes (w tym Złotą Kamerę za najlepszy debiut reżyserski i Nagrodę FIPRESCI).

## Filmografia

### Reżyser

#### Filmy krótkometrażowe
- 2008: Glory at Sea
- 2006: The Origins of Electricity
- 2005: Egg

#### Filmy pełnometrażowe
- 2012: Bestie z południowych krain
- 2020: Wendy